# Sébastien Simon (skipper)
Pour les articles homonymes, voir Sébastien Simon et Simon.
Sébastien Simon, né le 6 mai 1990 à La Roche-sur-Yon, est un skipper français. Vainqueur de la Solitaire du Figaro en 2018, il participe aux Vendée Globe en 2020 sur l'Imoca Arkea-Paprec et en 2024 où il finit à la troisième place sur Groupe Dubreuil, en 67 jours, 12 heures 25 minutes et 37 secondes. C'est le premier Sablais à monter sur le podium .

## Biographie
Ingénieur en structure et composites, Sébastien Simon est originaire de Vendée, il découvre la voile enfant à bord du bateau de son père. Il ouvre son palmarès en 2013 sur les supports olympiques (3e du championnat du monde de dériveurs 420 en 2013). C’est finalement la course au large qui retient son intérêt.
Fin 2013, il s’impose sur le Challenge Espoir Bretagne-CMB et décroche son ticket d’entrée sur le circuit professionnel du Figaro. Il remporte en 2018 la Solitaire du Figaro et le titre de Championnat de France de course au large en solitaire.
Il participe au Vendée Globe 2020-2021 sur un bateau neuf, l'Imoca Arkéa-Paprec, du nom de ses deux partenaires principaux. Pour sa préparation, il est entouré de Vincent Riou, skipper de PRB pendant 16 ans et vainqueur du Vendée Globe 2004-2005 et de l’architecte franco-argentin Juan Kouyoumdjian. Lors de cette édition, il heurte un OFNI qui endommage son foil tribord le 2 décembre. Il annonce son abandon deux jours plus tard.
C'est à bord de Groupe Dubreuil qu'il participe au Vendée Globe 2024-2025. Malgré une avarie de foil tribord entre les îles Kerguelen et l'Australie, il termine la course à la troisième place, en 67 jours, 12 heures 25 minutes et 37 secondes. Tout comme le vainqueur Charlie Dalin et son dauphin Yoann Richomme, il bat le précédent record de l'épreuve, détenu par Armel Le Cléac’h depuis l'édition 2016-2017.

## Palmarès
- 2013 :
  - Vainqueur du Challenge Espoir Bretagne - Crédit Mutuel[9]
  - 3e du championnat du Monde 420 à Valence en double avec Pierre Rhimbault

- 2016 :
  - 4e de la Transat AG2R La Mondiale sur Bretagne - Crédit Mutuel Performance avec Xavier Macaire

- 2017 :
  - 2e du Tour de Bretagne à la Voile avec Vincent Riou[10]
  - 3e du Championnat de France de course au large en solitaire
  - 4e de la Solitaire URGO Le Figaro

- 2018 :
  - Champion de France Elite de course au large en solitaire
  - Vainqueur de la Solitaire du Figaro[11]
  - 2e de la Transat AG2R avec Morgan Lagravière[12]

- 2019 :
  - 8e de la Transat Jacques-Vabre sur Arkéa-Paprec avec Vincent Riou (avaries sur les foils bâbord et tribord)[13]
  - 11e du Défi Azimut sur Arkéa-Paprec avec Vincent Riou[14]
  - Abandon lors de la Rolex Fastnet Race sur Arkéa-Paprec avec Vincent Riou, à la suite d'un court-circuit[15]
  - Vainqueur de la Bermudes 1000 Race sur le 5e PRB (2010), nommé pour la circonstance Arkéa-Paprec[16]

- 2020 : 
  - Abandon lors de la Vendée Arctique - Les Sables d'Olonne 2020 sur Arkéa-Paprec, à la suite de la casse d'un foil le premier jour de course[17].
  - 6e du Défi Azimut sur Arkéa-Paprec
  - Abandon lors du Vendée Globe 2020-2021 sur Arkéa-Paprec

- 2021 : 
  - 4e de la Rolex Fastnet Race 2021 sur Arkéa-Paprec, avec Yann Eliès[18]
  - 5e du Défi Azimut sur Arkéa-Paprec, avec Yann Eliès
  - 4e de la Transat Jacques-Vabre 2021 sur Arkéa-Paprec avec Yann Eliès
  - 3e du championnat du monde de la classe IMOCA avec Yann Eliès

- 2023 :
  - 18e de la Transat Jacques-Vabre 2023 sur Groupe Dubreuil, avec Iker Martinez
  - 19e du Retour à la Base sur Groupe Dubreuil
- 2024 :
  - 10e de The Transat CIC (transat anglaise) sur Groupe Dubreuil
  - 4e de la New-York Vendée - Les Sables d'Olonne sur Groupe Dubreuil
- 2025 :
  - 3e du Vendée Globe 2024-2025 sur Groupe Dubreuil